# Trnava (Croazia)
 Trnava  è un comune della Croazia di 1 900 abitanti della Regione di Osijek e della Baranja.